# Trelkówko
Trelkówko (deutsch Klein Schöndamerau) ist ein kleiner Ort in der polnischen Woiwodschaft Ermland-Masuren und gehört zur Gmina Szczytno (Landgemeinde Ortelsburg) im Powiat Szczycieński (Kreis Ortelsburg).

## Geographie
Trelkówko liegt 500 Meter östlich des Großen Schobensees (polnisch Jezioro Sasek Wielki) in der südlichen Mitte der Woiwodschaft Ermland-Masuren, acht Kilometer nördlich der Kreisstadt Szczytno (deutsch Ortelsburg).

## Geschichte
Am 11. September 1833 entstand aus dem bisherigen Abbau Czygan das kleine Dorf mit dem sehr großen Hof mit Namen Klein Schöndamerau. Im Jahre 1874 wurde der Gutsbezirk Klein Schöndamerau in den neu errichteten Amtsbezirk Schöndamerau (polnisch Trelkowo) im ostpreußischen Kreis Ortelsburg eingegliedert. Zu Anfang des 20. Jahrhunderts bestand der Plan, die neue Bahnstrecke Czerwonka–Szczytno (deutsch Rothfließ–Ortelsburg) durch Klein Schöndamerau zu führen. Doch der damalige Besitzer, durch dessen Gut die Bahnlinie verlaufen sollte, wusste das zu verhindern, so dass die Bahnstrecke sieben Kilometer weiter nach Osten verlegt wurde. 1910 zählte Klein Schöndamerau 59 Einwohner.
Aufgrund der Bestimmungen des Versailler Vertrags stimmte die Bevölkerung im Abstimmungsgebiet Allenstein, zu dem Klein Schöndamerau gehörte, am 11. Juli 1920 über die weitere staatliche Zugehörigkeit zu Ostpreußen (und damit zu Deutschland) oder den Anschluss an Polen ab. In Klein Schöndamerau stimmten 60 Einwohner für den Verbleib bei Ostpreußen, auf Polen entfielen keine Stimmen.
Am 30. September 1928 verlor Klein Schöndamerau seine Eigenständigkeit und wurde mit Frenzken (polnisch Fręcki, nicht mehr existent) und Groß Schöndamerau (polnisch Trelkowo) zur neuen Landgemeinde Groß Schöndamerau zusammengeschlossen.
In Kriegsfolge kam Klein Schöndamerau 1945 mit dem gesamten südlichen Ostpreußen zu Polen und erhielt die polnische Namensform „Trelkówko“. Heute ist der Ort als „część wsi Trelkowo“ ein Teil des Dorfes Trelkowo innerhalb der Landgemeinde Szczytno (Ortelsburg) im Powiat Szczycieński (Kreis Ortelsburg), bis 1998 der Woiwodschaft Olsztyn, seither der Woiwodschaft Ermland-Masuren zugehörig.

## Kirche
Bis 1945 war Klein Schöndamerau in die evangelische Kirche Groß Schöndamerau in der Kirchenprovinz Ostpreußen der Kirche der Altpreußischen Union sowie in die katholische Pfarrkirche Ortelsburg im damaligen Bistum Ermland.
Heute gehört Trelkówko katholischerseits zu Trelkowo (Groß Schöndamerau) im jetzigen Erzbistum Ermland. Die evangelischen Einwohner gehören zur Evangelischen Kirche Szczytno in der Diözese Masuren der Evangelisch-Augsburgischen Kirche in Polen.

## Verkehr
Trelkówko liegt verkehrsgünstig an der bedeutenden Landesstraße 57 (ehemalige deutsche Reichsstraße 128), die in Nord-Süd-Richtung der Woiwodschaft Ermland-Masuren durchquert und bis in die Woiwodschaft Masowien führt. Außerdem endet in Trelkówko eine Nebenstraße, die den Ort mi der Woiwodschaftsstraße 600 bei Nowe Kiejkuty (Neu Keykuth) verbindet.
Eine Anbindung an den Bahnverkehr besteht nicht.